# محوطه روستای لله جار
محوطه روستای لله جار مربوط به دوران‌های تاریخی پس از اسلام است و در شهرستان املش، بخش رانکوه، روستای ملکوت واقع شده و این اثر در تاریخ ۲ بهمن ۱۳۸۲ با شمارهٔ ثبت ۱۰۷۰۲ به‌عنوان یکی از آثار ملی ایران به ثبت رسیده است.